# Pomerium
Pomerium (lat. post murus, za zdmi) nebo pomoerium, je ve starověkém Římě posvátná magická hranice latinských měst, která město chránila před negativními silami. Myšlenkově byla tato hranice spojována s prvotní brázdou (sulcus primigenius) vyoranou spřežením bílé krávy a bílého vola. Původně pomerium korespondovalo s městskými hradbami, později bylo uvnitř rozrůstajícího se města vyznačováno malými kůly. Byla to oblast, v níž bylo možné odvolat se proti postupu římských úředníků k tribunům a k lidu.
K účinnosti ochrany, kterou pomerium poskytovalo, bylo třeba dodržovat jistá pravidla, zejména v něm vojáci nesměli viditelně nosit zbraň a nesměl zde být prováděn kult cizích bohů.